# Polystira macra
Polystira macra es una especie de caracol de mar, un molusco gasterópodo marino de la familia Turridae, los túrridos.